# Viñuelas (kommun)
Viñuelas är en kommun i Spanien.   Den ligger i provinsen Provincia de Guadalajara och regionen Kastilien-La Mancha, i den centrala delen av landet, 50 km nordost om huvudstaden Madrid. Antalet invånare är 130. Arean är 15,0 kvadratkilometer.
Terrängen i Viñuelas är platt.